# 川内村 (徳島県)
川内村（かわうちそん）は、かつて徳島県板野郡にあった村。現在の徳島市川内町。

## 沿革
- 1889年（明治22年）10月01日 - 町村制施行により板野郡竹須賀村、沖之島村、大松村、加賀須野村、榎瀬村、鈴江村、平石村、別宮浦村、米津新田、富久新田、富吉新田、松岡新田、宮島浦、鶴島浦、小松新田、金岡新田、金沢新田が合併し、川内村が発足。
- 1928年（昭和03年）10月01日 - 境界変更により、大字金沢、向別宮を分離し徳島市に編入。
- 1934年 - 境界変更により名東郡加茂町大字上助任の北側を編入、編入した地区は川内村大字助任（後の北原、榎瀬の一部）となる。
- 1955年（昭和30年）03月31日 - 板野郡川内村が徳島市に編入し徳島市川内町となる。

### 町名の変遷
| 江戸時代              | 1889年（明治22年）            | 1928年（昭和3年）             | 1934年（昭和9年）～ 1942年（昭和17年） | 1955年（昭和30年）   | 1966年（昭和41年）～ 1969年（昭和44年） | 現行の大字 | 現行の小字                                          |
| --------------------- | ----------------------------- | ----------------------------- | -------------------------------------- | -------------------- | --------------------------------------- | ---------- | --------------------------------------------------- |
| 板野郡大松村          | 板野郡川内村大字大松          | 板野郡川内村大字大松          | 板野郡川内村大字大松                   | 徳島市川内町         | 徳島市川内町                            | 大松       | -                                                   |
| 板野郡加賀須野村      | 板野郡川内村大字加賀須野      | 板野郡川内村大字加賀須野      | 板野郡川内村大字加賀須野               | 徳島市川内町         | 徳島市川内町                            | 加賀須野   | -                                                   |
| 板野郡中島浦          | 板野郡川内村大字中島          | 板野郡川内村大字中島          | 板野郡川内村大字中島                   | 徳島市川内町         | 徳島市川内町                            | 中島       | -                                                   |
| 板野郡榎瀬村          | 板野郡川内村大字榎瀬          | 板野郡川内村大字榎瀬          | 板野郡川内村大字榎瀬                   | 徳島市川内町         | 徳島市川内町                            | 榎瀬       | -                                                   |
| 名東郡上助任村 の一部 | 名東郡加茂村大字上助任 の一部 | 名東郡加茂村大字上助任 の一部 | 板野郡川内村大字上助任                 | 徳島市川内町         | 徳島市川内町                            | 榎瀬       | -                                                   |
| 名東郡上助任村 の一部 | 名東郡加茂村大字上助任 の一部 | 名東郡加茂村大字上助任 の一部 | 板野郡川内村大字上助任                 | 徳島市川内町         | 徳島市川内町                            | 北原       | -                                                   |
| 板野郡竹須賀村        | 板野郡川内村大字竹須賀        | 板野郡川内村大字竹須賀        | 板野郡川内村大字竹須賀                 | 徳島市川内町         | 徳島市川内町                            | 竹須賀     | -                                                   |
| 板野郡沖島村          | 板野郡川内村大字沖島          | 板野郡川内村大字沖島          | 板野郡川内村大字沖島                   | 徳島市川内町         | 徳島市川内町                            | 沖島       | -                                                   |
| 板野郡平石村          | 板野郡川内村大字平石          | 板野郡川内村大字平石          | 板野郡川内村大字平石                   | 徳島市川内町         | 徳島市川内町                            | 平石       | 夷野、古田、 住吉、若松、 若宮、流通団地、 夷野番外 |
| 板野郡米津新田        | 板野郡川内村大字米津          | 板野郡川内村大字米津          | 板野郡川内村大字米津                   | 徳島市川内町         | 徳島市川内町                            | 米津       | -                                                   |
| 板野郡富久新田        | 板野郡川内村大字富久          | 板野郡川内村大字富久          | 板野郡川内村大字富久                   | 徳島市川内町         | 徳島市川内町                            | 富久       | -                                                   |
| 板野郡宮島浦          | 板野郡川内村大字宮島          | 板野郡川内村大字宮島          | 板野郡川内村大字宮島                   | 徳島市川内町         | 徳島市川内町                            | 宮島       | 錦野、本浦、浜                                      |
| 板野郡鶴島浦          | 板野郡川内村大字鶴            | 板野郡川内村大字鶴島          | 板野郡川内村大字鶴島                   | 徳島市川内町         | 徳島市川内町                            | 鶴島       | -                                                   |
| 板野郡鈴江村          | 板野郡川内村大字鈴江          | 板野郡川内村大字鈴江          | 板野郡川内村大字鈴江                   | 徳島市川内町         | 徳島市川内町                            | 鈴江       | 北、西、東、南                                      |
| 板野郡鈴江村          | 板野郡川内村大字鈴江          | 板野郡川内村大字鈴江          | 板野郡川内村大字鈴江                   | 徳島市川内町         | 徳島市川内町                            | 南川向     | -                                                   |
| 板野郡小松新田        | 板野郡川内村大字小松          | 板野郡川内村大字小松          | 板野郡川内村大字小松                   | 徳島市川内町         | 徳島市川内町                            | 小松       | 北、西、東                                          |
| 板野郡小松新田        | 板野郡川内村大字小松          | 板野郡川内村大字小松          | 板野郡川内村大字小松                   | 徳島市川内町         | 徳島市川内町                            | 旭野       | -                                                   |
| 板野郡小松新田        | 板野郡川内村大字小松          | 板野郡川内村大字小松          | 板野郡川内村大字小松                   | 徳島市川内町         | 徳島市川内町                            | 松ヶ枝     | -                                                   |
| 板野郡松岡新田        | 板野郡川内村大字松岡          | 板野郡川内村大字松岡          | 板野郡川内村大字松岡                   | 徳島市川内町         | 徳島市川内町                            | 松岡       | -                                                   |
| 板野郡富吉新田        | 板野郡川内村大字富吉          | 板野郡川内村大字富吉          | 板野郡川内村大字富吉                   | 徳島市川内町         | 徳島市川内町                            | 富吉       | -                                                   |
| 板野郡金岡新田        | 板野郡川内村大字金岡          | 板野郡川内村大字金岡          | 板野郡川内村大字金岡                   | 徳島市川内町         | 徳島市川内町                            | 金岡       | -                                                   |
| 板野郡別宮浦村        | 板野郡川内村大字下別宮        | 板野郡川内村大字下別宮        | 板野郡川内村大字下別宮                 | 徳島市川内町         | 徳島市川内町                            | 下別宮     | 西、東                                              |
| 板野郡別宮浦村        | 板野郡川内村大字上別宮        | 板野郡川内村大字上別宮        | 板野郡川内村大字上別宮                 | 徳島市川内町         | 徳島市川内町                            | 上別宮     | 北、東、南                                          |
| 板野郡別宮浦村        | 板野郡川内村大字向別宮        | 徳島市大岡別宮町              | 徳島市住吉北町の一部                   | 徳島市住吉北町の一部 | 徳島市住吉四丁目の一部                  | -          | -                                                   |
| 板野郡金沢新田        | 板野郡川内村大字金沢          | 徳島市金沢町                  | 徳島市金沢町                           | 徳島市金沢町         | 徳島市金沢一丁目～二丁目 の一部         | -          | -                                                   |